# Mohamed Camara
Mohamed Camara (nascut l'any 1983 a Bamako) és un fotògraf de Mali.
S'ha especialitzat a les fotos preses a les cases, utilitzant els objectes de la vida diària (com les mosquiteres) com a element principal de la decoració de les seves fotos.
La seva primera exposició va ser el 2002 a París, a la Galeria Pierre Brullé en el marc del mes de la foto. També ha exposat a Lausanne en 2003 i a Bamako en el marc de les Trobades africanes de la fotografia de l'any 2003.
Va ser un dels fotògrafs de l'exposició Bamako 03 del CCCB entre el 30 de gener i el 28 de març de 2004. A l'octubre de 2004, algunes desenes de les seves fotografies així com un vídeo fan marxada de l'exposició Untitled a la Tate Modern de Londres.